# Куласекхара Алвар
Куласекха́ра (там. குலசேகரவர்மன்) — тамільський цар, який заснував другу імперію Чера. Він створив на території сучасної Керали єдину державу, що існувала до 1102 року.

## Життєпис і спадщина
У вайшнавізмі Куласекхара вважається одним (дев’ятий з дванадцяти) з альварів — великих святих поетів-подвижників. Куласекхара був автором поеми «Перумал-тірумолі» — однієї з найвідоміших пам’яток середньовічної тамільської поезії бгакті. Йому також приписують санскритську поему «Мукундамала». Його поеми були присвячені двом найвідомішим аватарам в індуїзмі —— Рамі та Крішні —— з яких його основним об’єктом поклоніння був Рама. Одним із сучасників Куласекхари був філософ Шанкара.